# New Britain (Connecticut)
New Britain es una ciudad ubicada en el condado de Hartford en el estado estadounidense de Connecticut. En el año 2005 tenía una población de 71.254 habitantes y una densidad poblacional de 2,069 personas por km².

## Geografía
New Britain se encuentra ubicada en las coordenadas 41°40′30″N 72°47′14″O / 41.67500, -72.78722.

## Demografía
Según la Oficina del Censo en 2000 los ingresos medios por hogar en la localidad eran de $34,185, y los ingresos medios por familia eran $41,056. Los hombres tenían unos ingresos medios de $34,848 frente a los $26,873 para las mujeres. La renta per cápita para la localidad era de $18,404. Alrededor del 16.4% de la población estaban por debajo del umbral de pobreza.